# Walquir Mota
Pour les articles homonymes, voir Mota.
Walquir Mota est un footballeur franco-brésilien né le 18 août 1967 à Patos de Minas (Brésil), qui évoluait au poste d'attaquant.

## Biographie

### Carrière de joueur
Walquir Mota réalise l'essentiel de sa carrière de joueur professionnel en Ligue 2, au poste d'attaquant, avec deux saisons à Lille LOSC en Ligue 1. 

### Reconversion
Manager général au sein du FC Rouen de 2005 à 2010 et consultant du Groupe Canal + (Espagne, Brésil, Italie et Ligue des Champions) de 2004 à 2012. Il rejoint le LOSC comme scout (recruteur) de 2012 à 2020. Aujourd’hui il est scout pour Girondins de Bordeaux.